# C79光學瞄準鏡

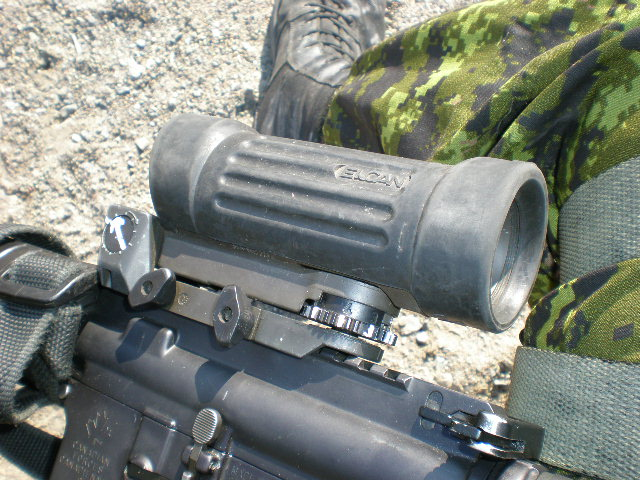
C79光學瞄準鏡

C79光學瞄準鏡是一款由加拿大ELCAN光學技術公司研製及生產的3.4×28倍放大倍率輕武器光学瞄准镜系統。它在ELCAN的產品名稱是SpecterOS 3.4×，雖然在加拿大服役的通常都被簡稱為C79或是C79A2。
氚光照明的標線提供正常和低光照條件以下的瞄準能力。光學瞄準鏡本身進行過氮氣吹掃以防止內部結霧，並且覆蓋著橡膠塗層外殼。它可以安裝到使用MIL-STD-1913戰術導軌安裝系統或迪瑪科／加拿大柯爾特生產的輕武器所使用、類似的“迪瑪科”導軌系統各種步枪和轻机枪上。它是由ELCAN所生產，而且可在世界各地服役的武器上找到。類似這種瞄準鏡的是美国Trijicon公司的ACOG光學瞄準鏡以及英国Trilux公司的SUSAT和SUIT。

## 使用

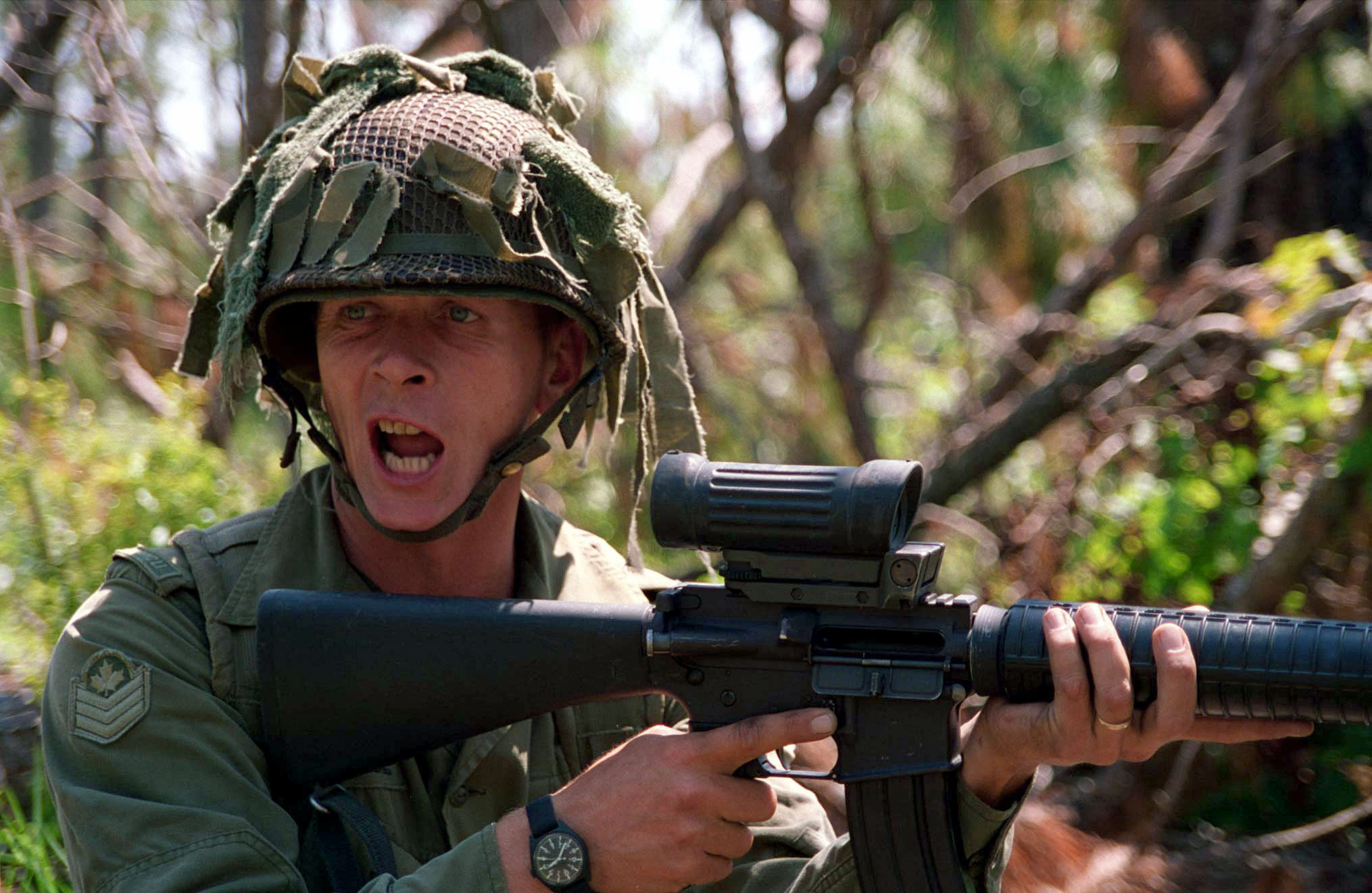
一名加拿大士兵手上的C7A1突擊步槍，裝上了C79瞄準鏡。

ELCAN C79是加拿大軍隊的輕武器的主要瞄準系統，並且安裝在迪瑪科 C7、C7A1和C7A2現役制式突击步枪上，C8系列卡賓槍，以及C9A1轻机枪。它也被丹麦軍隊、挪威軍隊、荷蘭皇家陸軍以及荷蘭皇家海軍陸戰隊所採用。
在加拿大軍隊，所有的C7A1和A2步槍都會配備一具C79瞄準鏡以用作標準配置瞄準具。C7A1所採用的C79瞄準鏡，可以很容易的藉由其啞黑色橡膠覆塗表面來區分。在檢討過來自使用過該瞄準鏡的士兵所給予的反饋以後，ELCAN生產了第四代鏡座式C79，命名為C79A2，並且安裝到C7A2步槍，以及一些C8A2卡賓槍以上。C79A2瞄準鏡亦是加拿大軍隊之中的C7A1步槍系統庫存的「C7A2壽命中期更新計劃」的其中一個組成部分。目的是要將舊式的步槍和瞄準鏡都1:1兌換到-A2的標準。
在荷蘭服役的C79則是用來安裝在迪瑪科C7（常規步兵），C7A1（空中機動步兵）和C8、FN Minimi和FN MAG系列的枪械。

## 標線
C79瞄準鏡的標線被設計成為了方便裝在C9輕機槍以上使用，因此選擇了一個合適的方式，以幫助射手判斷距離。標線是由一條單一的垂直桿和在該中心的銳利尖端所組成。尖端兩側都具有水平密耳豎條。在左側的密耳的底部，還增加了第二條水平桿以判斷距離。由於放射性衰變，因此它會逐漸地失去了它原來的亮度，亦因此放射性氚光源要每隔8—12年更換一次。

## 操作

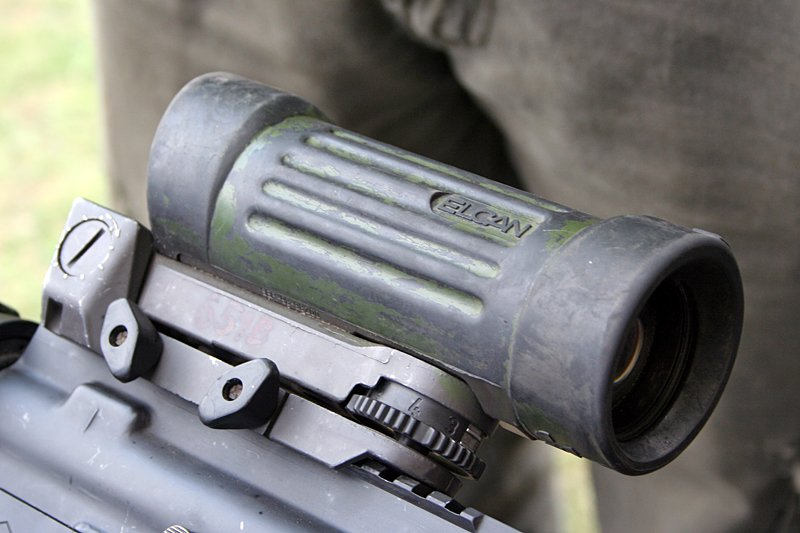
C79 3.4×28瞄準鏡的調節控制旋鈕

C79瞄準鏡是連接到武器機匣上的附件安裝導軌上。在加拿大軍隊的武器，這附件安裝導軌的形式為改進型韋弗式導軌，又被稱為“迪瑪科導軌”。兩個可調節旋鈕都用於將瞄準鏡底座固定到機匣附件安裝導軌上。瞄準鏡上的一個孔狀瞄準裝置通常是在使用前，射手首先需要將射程大致歸零。每一格都是調整0.25密耳，並且發出拍答聲（一密耳在100公尺（109.36码）距離內等於10厘米，所以每次調整瞄準鏡發出拍答聲時就是在100公尺內增減2.5厘米）。使用C79瞄準鏡瞄準時通常是在200公尺（218.72码）範圍內。風偏調整旋鈕是裝在左側的底座，需要使用平板狀物體，例如使用平頭螺絲刀或是硬幣調整。風偏調節僅於C79瞄準鏡的初始瞄準程序時使用。海拔調整則是通過旋轉旋鈕，並且在200—800公尺（218.72—874.89码）之間作出相應調整。為了令瞄準鏡可以進行一個適當的海拔歸零，海拔凸輪上方具有一個小型“光柵”，以分辨海拔凸輪和一密耳點擊旋鈕。如需要精確射擊時，光柵通常是處於開放狀態，以允許比粗糙的預設更為精細的調整。目標射手們有時候會以修正液標記預先設定的開柵調整，以提醒他們必須為每段距離有多少密耳的點擊調整。在近距離的範圍內，當需要快速瞄準時，可以使用瞄準鏡上的緊急戰鬥瞄準具，儘管它們是非常粗糙的，而且僅打算在75公尺（82.02码）以內使用。
目前已經注意到，其外部調整式鏡座是C79的致命弱點，因為它可以被外來異物所卡住，也增加了瞄準鏡的重量。

## 光學規格和尺寸
- 外形尺寸（長×寬×高）：165×57×86毫米（6.5×2.24×3.39英寸）
- 重量：690克（1.52磅）
- 放大倍率：3.4倍
- 視角：8°（在100公尺內為14.1公尺）
- 入瞳直徑：228毫米（1.1英吋）
- 出瞳直徑：8.5毫米（0.33英吋）
- 出瞳距離：70毫米（2.76英吋）
- 光亮照明模式：玻璃安瓿內的紅氚
- 光照強度：可調
- 氚安瓿壽命：8—12年
- 安裝環寬度：不適用（不使用瞄準鏡安裝環）

## 衍生型

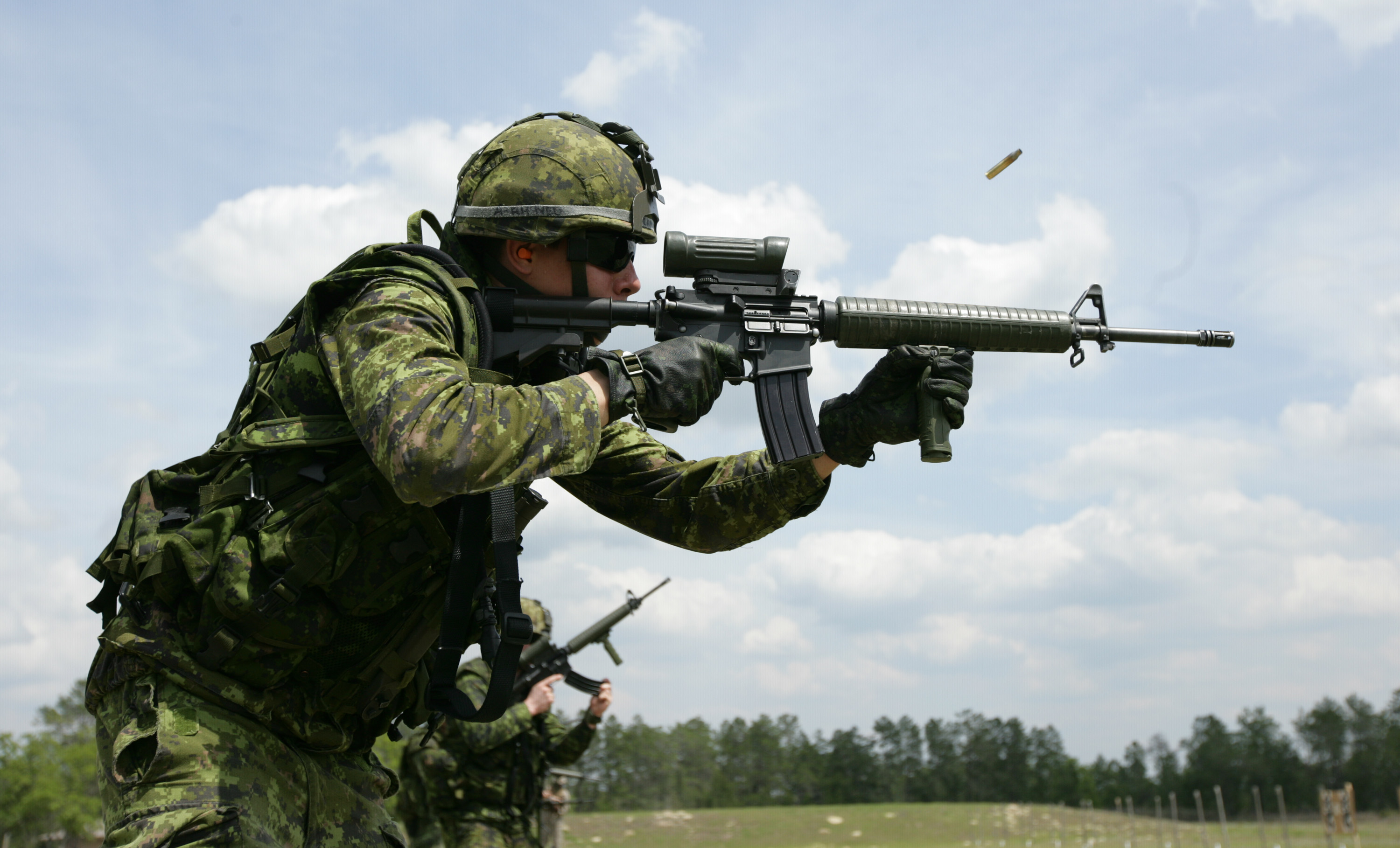
一名加拿大士兵在靶場上使用一枝裝上了C79A2光學瞄準鏡的當前現役步槍C7A2作綀靶射擊。

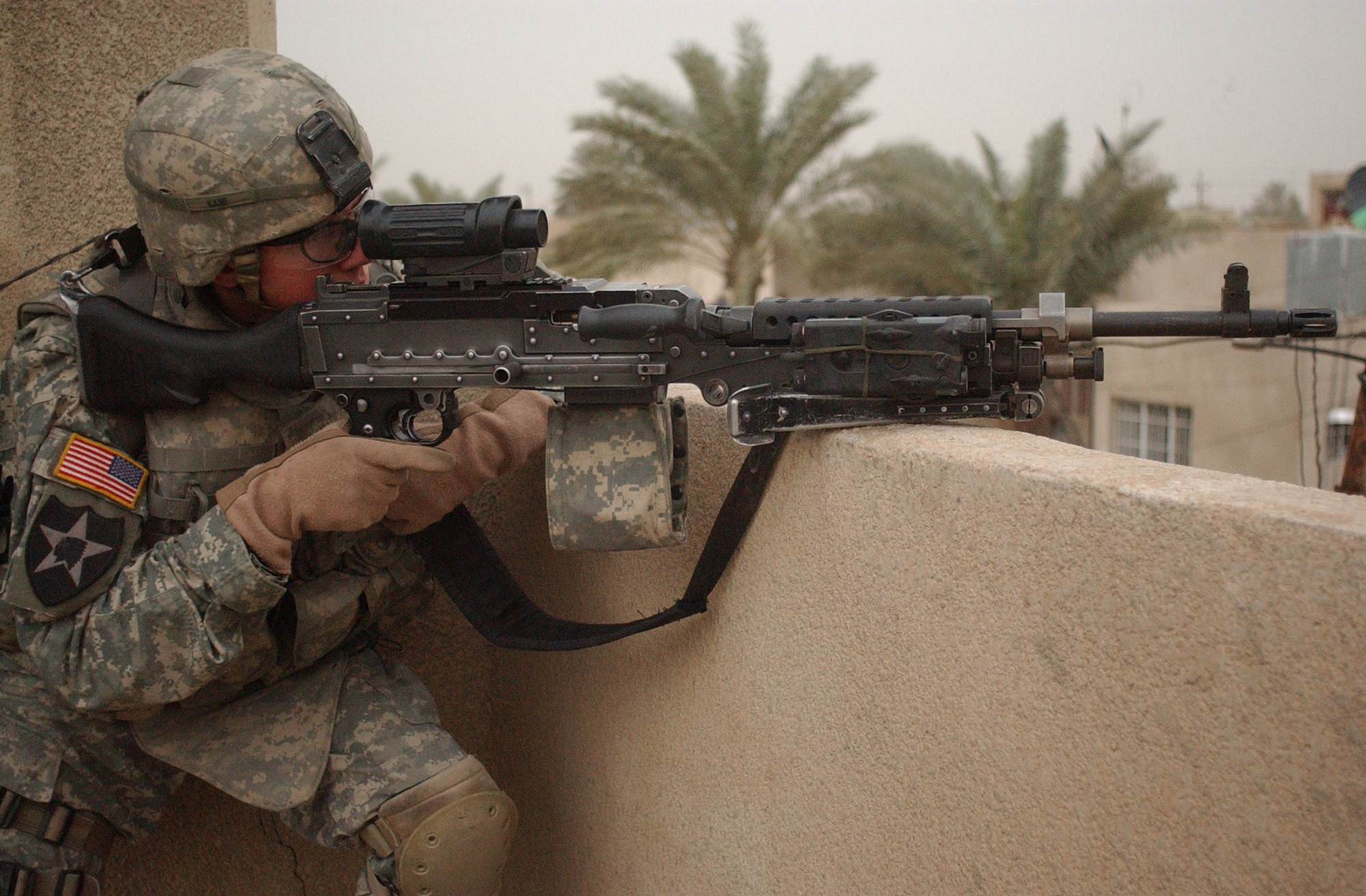
一名美軍第二步兵師的士兵正在伊拉克巴格达某建筑物的屋頂上使用一挺裝上了M145機槍用光学瞄准鏡和AN/PEQ-2雷射瞄準器的M240B通用機槍以進行維和任務，攝於2007年2月6日。

### C79A2
C79A2（國家庫藏編號：1240-20-002-8661）為當前現役型號，並設有改進型安裝鏡座系統，以便更好的歸零。C79A2具有綠色橡膠塗層外殼，以協助光學瞄準鏡與加拿大CADPAT制服融為一體。A2系列是「C7A2壽命中期更新計劃」的光學瞄準鏡中期壽命升級部份的產物，因為氚每8至12年的服役年期就需要更換一次。“C79A2”的字樣就刻在光學瞄準鏡的安裝基座的左側。此型號於C8A2卡賓槍上使用。美國亦採用了這光學瞄準鏡並在某些M4卡賓槍上使用。這光學瞄準鏡的民用市場版本則是由位於加拿大新斯科舍省的軍備科技公司所生產。

### M145機槍用光學瞄準鏡
M145機槍用光學瞄準鏡（國家庫藏編號：1240-01-411-6350）是為美国陆军開發的C79光學瞄準鏡的衍生型，通常安裝在M240通用機槍和M249班用自動武器上使用。M145的不尋常地方是，與美國軍方所使用的其他光學瞄準鏡相比，其彈道補償是設在其鏡座上，而不是在標線裡。標線是由电池供電的發光二極管來照明，並具有不同的光度設定。可以直接安裝到任何MIL-STD-1913戰術導軌或是機匣。就算重複的將瞄準鏡拆卸並且再安裝到武器，仍然會保持歸零。M145在設計上非常耐衝擊和水浸泡，並具有防反光裝置和橡膠製鏡頭蓋。

## 使用國
- 加拿大
- 丹麦
- 法國
- 伊拉克
- 荷蘭
- 挪威
- 南非
- 乌克兰
- 英国
- 美国

## 流行文化

### 电影
- 2007年—《异形大战铁血战士2：安魂曲》：型號為C79，安裝在M249傘兵型上。
- 2009年—：型號為M145，安裝在NEST修改型Mk 48 Mod 0上。
- 2012年—（Act of Valor）：型號為M145，安裝在單裝M240G上（而M240G架設在Mark V型特種作戰船隻的甲板上）。

### 电视剧
- 2007年—《異形庇護所》：型號為C79，安裝在HK MP7上。

### 電子遊戲
- 2005年—《真實計劃》：型號為M145，安裝在美軍M240和M249上。
- 2007年—：型號為M145，安裝在Skull-7（金色外殼）、Balrog-Ⅶ（黑色外殼連红色出瞳）、Balrog-VII BLUE Version（黑色外殼連藍色出瞳）和HK121上，奇怪地在各槍型以上的放大倍率都只有1.5倍，而且在使用時僅會將畫面拉近。
- 2010年—《2010》：型號為M145，命名為「M145」。單人遊戲時安裝在美軍M249上。
- 2011年—：型號為M145，命名為「M145」。單人模式時安裝在美軍M240B和M60E4上；多人模式時殺死指定數量敵人時解鎖，並可安裝在突擊步槍、卡賓槍、輕機槍、狙擊步槍、個人防衛武器和霰彈槍類武器上。
- 2012年—：型號為M145，命名為「M145」。
- 2012年—《战争前线》：型号为M145，命名为“ELCAN SpecterDS”，为步枪手专用配件，普通解锁，拥有2倍变焦功能，可以安装在所有步枪及机枪上。
  - 在配件改革前，此配件为机枪专用配件，并且为高级解锁，配件改革后改为普通解锁且变为步枪机枪通用配件。
- 2013年—：型號為M145，命名為「M145」。單人模式時安裝在美国海军陆战队精英小隊「墓碑」的隊長雷克（Daniel Recker）的M16A3上；多人模式時殺死指定數量敵人時解鎖，並可安裝在突擊步槍、個人防衛武器、輕機槍、狙擊步槍、卡賓槍、精確射手步槍和霰彈槍類武器上。
- 2015年—：型號為M145，命名為「M145」。多人模式時殺死指定數量敵人時解鎖，並可安裝在突擊步槍、衝鋒槍、戰鬥步槍、手動步槍、半自動步槍、卡賓槍和霰彈槍類武器上。

## 資料來源
1. ↑  .   [2013-09-06]. （原始内容存档于2007-10-06）.

## 外部連結
- （英文）—ELCAN C79 Product Page
- （英文）—Technical Evaluation: ELCAN C79 scope
- （简体中文）—D Boy Gun World（槍炮世界）—
  - AR-15/M16专辑—典型的瞄准装置（页面存档备份，存于）
  - ELCAN公司的瞄准镜（页面存档备份，存于）